# Iglesia de Santa María de la Asunción (Baquio)
La iglesia de Santa María de la Asunción es un templo católico Baquio. Fue construida en el siglo X por los vecinos. Está ubicada en el barrio de Basigo.

## Historia
Como parroquia, en un principio pertenecía a la diócesis de Calahorra y La Calzada para, posteriormente, en 1862, pasar a la diócesis de Vitoria y, finalmente, en 1949 a la de Bilbao. Tiene, además, a su cargo las ermitas de San Martín de Merana, San Cristóbal, Santa Catalina, Santa Úrsula y San Fernando.

## Descripción
Se trata de un edificio de nave única, rodeado casi al completo por un pórtico sobre pies derechos de madera y torre a los pies.
En su fábrica se distinguen diferentes momentos constructivos, aunque predomina una factura de los siglos XVI y XIX por lo que, básicamente, es una arquitectura gótica, de comienzos del siglo XVI, donde se conservan elementos románicos como una ventana geminada reaprovechada en el testero del templo.
Emplea un sistema de columnas enmarcadas y los referentes que definen su estilo gótico se encuentra en su acceso adovelado algo apuntado, en un vano de asiento al coro, geminado, y algún enmarque.
Entre algunas de las intervenciones efectuadas al edificio cabe destacar el nuevo campanario y chapitel construidos en 1648-49.
En 1762 se lleva a cabo una obra en la sacristía, siendo el encargado Juan Bautista Arteche.
La fisonomía actual de la iglesia es fruto del siglo XIX. En estas fechas se recupera el edificio peraltando sus muros y proporcionándole de nueva bóveda y campanario en estilo neoclásico. En 1881 Francisco Ciriaco de Menchaca alargó el templo hacia el presbiterio.